# سرخيو بيتول
سرخيو بيتول ديمينيخي (بالإسبانية: Sergio Pitol)‏ كاتب ومترجم ودبلوماسي مكسيكي، وُلد في ولاية بويبلا في 18 مارس 1933. وتحولت دعوته إلى الترويج لحقوق الإنسان في المكسيك والتشكيك في المبادئ التوجيهية السياسية التي تضع أي إنسان تحت طائلة وحكم الولاية.

## السيرة الذاتية
درس القانون في الجامعة الوطنية المستقلة في المكسيك. وبدأ مسيرته المهنية في جامعته الام وجامعة فيراكروز في خالابا وجامعة بريستول.وكان عضوا في السلك الدبلوماسي المكسيكى منذ عام 1960 والتي قد عمل بها كملحق ثقافى في باريس ووارسو وبودابست وموسكو وبراغ.وقد عززت فترة ولايته في موسكو حبه للأدب الروسي بشكل عام وأنطون تشيخوف على وجه الخصوص.
بسبب الدراسة والعمل، عاش أيضا في روما وبكين وبرشلونة التي اقام بها بين عامى 1969 إلى 1972 يترجم أعمال عدة ناشرين ومن بين هؤلاء سيس بارال وتوسكيتس وانجراما، والذين نشروا أعماله في إسبانيا. كان يعيش في خالابا، عاصمة ولاية فيراكروز المكسيكية قبل وفاته.
يعرف بيتول أيضا بترجماته لروايات الكتاب الكلاسكيين من اللغة الإنجليزية إلى الإسبانية مثل جين أوستن وجوزيف كونراد ولويس كارول وجيمس هنري غيرهم.
بدأ بنشر أعماله في مرحلة النضوج (لا يوجد مثل هذا المكان، 1967). وقال: «بدأت بكتابة القصص وطوال خمسة عشر عاما ضللت أكتب وبفضل القصة تعلمت حتى شعرت بالأمان بعد وقت طويل». كتب عشرات الكتب قبل فن فقدان الذاكرة 1996 والتي حققت توازنا ملحوظا في مسيرته وخلق نوع سرد المذكرات الشخصية. وقد تأخر انتشار أعماله. وفي 23 يناير 1997، انتخب عضوا في الأكاديمية المكسيكية للغة.

## الجوائز والأوسمة
- عام 1981، حصل على جائزة خافيير فياوروتيا لكتاب الموسيقى الهادئة لبخاري.
- عام 1982، حصل على جائزة الفنون الجميلة للرواية للعمل كوليما.
- عام 1984، حصل على جائزة هيرالد لكتاب موكب الحب.
- عام 1993 حصل على جائزة وطنية للعلوم والفنون والآداب في اللغويات.
- عام 1997، حصل على جائزة ماثتلان للأدب عن فن فقدان الذاكرة.
- عام 1999، حصل على جائزة خوان رولفو للآداب لدول أمريكا اللاتينية ومنطقة البحر الكاريبي.
- عام 2005، حصل على جائزة سرفانتيس.

## أعماله الأدبية
- الجحيم أولا 1965
- المناخات 1966
- لا يوجد مثل هذا المكان 1967
- صوت الناي 1973
- لا تماثل 1980
- الموسيقى الهادئة لبخاري 1981
- مقبرة دنقلة 1982
- موكب الحب 1985
- ترويض هيرون الآلهي 1988
- فالس ميفيستو 1989
- مجلس الشعب 1989
- الحياة الزوجية 1991
- فن فقدان الذاكرة 1996
- جميع القصص زائد واحدة 1998
- الحلم الواقع 1998
- الرحلة 2000
- كل هذا في كل الأشياء 2000
- من الواقعية إلى الأدب 2002
- مجمع الأعمال 11 2003
- مجمع الأعمال 111 2004
- ساحر فيينا 2005
- ثلاثية الذاكرة 2007 والتي تتضمن فن فقدان الذاكرة، الرحلة وساحر فيينا
- السيرة الذاتية تحت الأرض 2011

## روابط خارجية
- سرخيو بيتول على موقع الموسوعة البريطانية (الإنجليزية)
- سرخيو بيتول على موقع مونزينجر (الألمانية)